# Symplocos cundinamarcensis
Symplocos cundinamarcensis är en tvåhjärtbladig växtart som beskrevs av B. Stahl. Symplocos cundinamarcensis ingår i släktet Symplocos och familjen Symplocaceae. Inga underarter finns listade i Catalogue of Life.